# Katherine Plunket
A Honorável Katherine Plunket (22 de novembro de 1820 – 14 de outubro de 1932) foi uma aristocrata e supercentenária irlandesa e a pessoa mais velha a morrer na Irlanda.  

## Família
Katherine nasceu em Kilsaran, perto de Castlebellingham no Condado de Louth, a filha mais velha de Thomas Plunket, 2.º Barão Plunket (1792-1866) e Louise Jane Foster. Ela foi batizada em 13 de dezembro de 1820 na Igreja Kilsaran como Catherine Plunket, embora ela soletrou seu nome com um K durante sua vida inteira.
Ela herdou de sua mãe uma das casas ancestrais da família, Ballymascanlon House, perto de Dundalk, e supervisionou a manutenção da casa e jardins até que ela contraiu bronquite aos 102 anos. Katherine era a pessoa mais velha a morrer na Irlanda, e a segunda pessoa mais velha de Irlanda, como a irlandesa Kathleen Snavely morreu nos Estados Unidos.

## Registro de longevidade
Katherine transformou-se a pessoa viva mais velha do mundo em 4 dezembro 1928, após a morte de Delina Filkins. Além de ser a pessoa irlandesa mais velha, Katherine viveu mais tempo do que qualquer um que morreu na Irlanda ou na Grã-Bretanha. Em 1929, recebeu um telegrama do rei Jorge V, detendo o título de longevidade por 38 anos, até 1970, quando Ada Roe superou seu recorde. Ela também foi a última pessoa viva que conheceu o autor Sir Walter Scott (1771-1832), quando ele ficou na casa do seu avô em Bray enquanto ela estava de visita. Ela foi incluída no primeiro Guinness World Records (publicado em 1955).
Ela morreu em 14 de outubro de 1932, aos 111 anos e 327 dias (um mês antes de seu aniversário de 112 anos), e seu obituário foi publicado em numerosas publicações de mídia irlandesa, e na Inglaterra no The London Times, um telegrama de condolências foi enviado a seus parentes pelo rei Jorge V.